# A magyar labdarúgó-válogatott mérkőzései (1950–1969)
Ez a szócikk tartalmazza a magyar labdarúgó-válogatott 1950 és 1969 közötti mérkőzéseit. A listában csak a Magyar Labdarúgó-szövetség által hivatalosan elismert mérkőzések szerepelnek.

## Mérkőzések
Győzelem
      Döntetlen
      Vereség
Az időpontok helyi idő szerint, zárójelben magyar idő szerint értendők.

### 1950–1959
1950
| 1950. április 30. 275. – barátságos | Magyarország                               | 5–0               | Csehszlovákia | Budapest                                                                    |  |
|                                     | Puskás 38' 85' Kocsis 58' 70' Szilágyi 65' | (1–0) Jegyzőkönyv |               | Stadion: Megyeri út Nézőszám: 47 000 Játékvezető: Ştefan Alexandriu (román) |  |

| 1950. május 14. 276. – barátságos | Ausztria                                                        | 5–3               | Magyarország                                  | Bécs                                                                        |  |
|                                   | Dienst 8' Decker 19' (11-esből) 68' Aurednik 47' Melchior I 73' | (2–2) Jegyzőkönyv | Kocsis 17' Puskás 25' (11-esből) Szilágyi 53' | Stadion: Práter-stadion Nézőszám: 65 000 Játékvezető: Gunnar Dahlner (svéd) |  |

| 1950. június 4. 277. – barátságos | Lengyelország             | 2–5               | Magyarország                                  | Varsó                                                   |  |
|                                   | Mordarski 24' Cieslik 80' | (1–2) Jegyzőkönyv | Puskás 9' (11-esből) 55' Szilágyi 38' 48' 53' | Nézőszám: 60 000 Játékvezető: Ştefan Alexandriu (román) |  |

| 1950. szeptember 24. 278. – barátságos                                  | Magyarország                                                                 | 12–0              | Albánia | Budapest                                                                        |  |
|                                                                         | Puskás 18' 36' 81' 82' Budai II 33' 52' 60' 65' Gyula 39' 50' Kocsis 42' 53' | (5–0) Jegyzőkönyv |         | Stadion: Megyeri út Nézőszám: 38 000 Játékvezető: Josef Nemčovský (csehszlovák) |  |
| Megjegyzés: A válogatott történetének egyik legnagyobb arányú győzelme. |                                                                              |                   |         |                                                                                 |  |

| 1950. október 29. 279. – barátságos | Magyarország                    | 4–3               | Ausztria                      | Budapest                                                                |  |
|                                     | Puskás 10' 13' 90' Szilágyi 67' | (2–1) Jegyzőkönyv | Wagner 27' 53' Melchior I 85' | Stadion: Megyeri út Nézőszám: 45 000 Játékvezető: Arthur Blythe (angol) |  |

| 1950. november 12. 280. – barátságos | Bulgária    | 1–1               | Magyarország | Szófia                                                                                     |  |
|                                      | Dimitrov 2' | (1–1) Jegyzőkönyv | Szilágyi 4'  | Stadion: Narodna Armija-stadion Nézőszám: 35 000 Játékvezető: Jaroslav Vlček (csehszlovák) |  |

1951
| 1951. május 27. 281. – barátságos | Magyarország                                                   | 6–0               | Lengyelország | Budapest                                                                       |  |
|                                   | Kocsis 27' 70' Sándor 37' Puskás 71' 75' (11-esből) Czibor 82' | (2–0) Jegyzőkönyv |               | Stadion: Megyeri út Nézőszám: 42 000 Játékvezető: Jaroslav Vlček (csehszlovák) |  |

| 1951. október 14. 282. – barátságos | Csehszlovákia | 1–2               | Magyarország   | Vítkovice                                                   |  |
|                                     | Vejvoda 23'   | (1–1) Jegyzőkönyv | Kocsis 21' 87' | Nézőszám: 45 000 Játékvezető: Franciszek Fronczyk (lengyel) |  |

| 1951. november 18. 283. – barátságos | Magyarország                                                             | 8–0               | Finnország | Budapest                                                                       |  |
|                                      | Hidegkuti 9' 28' 85' Kocsis 23' 31' Czibor 54' Puskás 69' (11-esből) 71' | (4–0) Jegyzőkönyv |            | Stadion: Megyeri út Nézőszám: 40 000 Játékvezető: Jaroslav Vlček (csehszlovák) |  |

1952
| 1952. május 18. 284. – barátságos | Magyarország                                       | 5–0               | NDK | Budapest                                                                 |  |
|                                   | Hidegkuti 14' 73' Szusza 19' Kocsis 59' Sándor 84' | (2–0) Jegyzőkönyv |     | Stadion: Üllői út Nézőszám: 38 000 Játékvezető: Józef Szlejfer (lengyel) |  |

| 1952. május 24. 285. – barátságos | Moszkva válogatott | 1–1               | Magyarország | Moszkva                                                                                      |  |
|                                   | Bobrov 36'         | (1–0) Jegyzőkönyv | Palotás 50'  | Stadion: Dinamo-stadion Nézőszám: 80 000 Játékvezető: Nyikolaj Gavrilovics Latisev (szovjet) |  |

| 1952. május 27. 286. – barátságos | Moszkva válogatott       | 2–1               | Magyarország | Moszkva                                                                                 |  |
|                                   | Nyikolajev 19' Iljin 55' | (1–0) Jegyzőkönyv | Puskás 56'   | Stadion: Dinamo-stadion Nézőszám: 80 000 Játékvezető: Pjotr Andrejevics Belov (szovjet) |  |

| 1952. június 15. 287. – barátságos | Lengyelország | 1–5               | Magyarország                               | Varsó                                                                        |  |
|                                    | Alszer 55'    | (0–5) Jegyzőkönyv | Kocsis 7' 42' Puskás 25' 33' Hidegkuti 26' | Stadion: CWKS-stadion Nézőszám: 50 000 Játékvezető: Józef Szlejfer (lengyel) |  |

| 1952. június 22. 288. – barátságos | Finnország     | 1–6               | Magyarország                                         | Helsinki                                                                           |  |
|                                    | Lehtovirta 57' | (0–2) Jegyzőkönyv | Puskás 11' Bozsik 31' Kocsis 49' 80' 84' Palotás 75' | Stadion: Olimpiai stadion Nézőszám: 25 000 Játékvezető: John Erik Andersson (svéd) |  |

| 1952. július 15. 289. – 1952-es olimpia, selejtező | Magyarország          | 2–1               | Románia  | Turku, Finnország                                                    |  |
|                                                    | Czibor 22' Kocsis 73' | (1–0) Jegyzőkönyv | Suru 86' | Nézőszám: 14 000 Játékvezető: Nyikolaj Gavrilovics Latisev (szovjet) |  |

| 1952. július 21. 290. – 1952-es olimpia, 1. forduló | Magyarország               | 3–0               | Olaszország | Helsinki, Finnország                                                                   |  |
|                                                     | Palotás 11' 20' Kocsis 83' | (2–0) Jegyzőkönyv |             | Stadion: Pellokenta-stadion Nézőszám: 20 000 Játékvezető: Karel van der Meer (holland) |  |

| 1952. július 24. 291. – 1952-es olimpia, negyeddöntő | Magyarország                                                    | 7–1               | Törökország | Kotka, Finnország                               |  |
|                                                      | Palotás 18' Kocsis 22' 72' Lantos 48' Puskás 64' 90' Bozsik 70' | (2–0) Jegyzőkönyv | Gürdal 67'  | Nézőszám: 20 000 Játékvezető: Wolf Karni (finn) |  |

| 1952. július 28. 292. – 1952-es olimpia, elődöntő | Magyarország                                                         | 6–0               | Svédország | Helsinki, Finnország                                                         |  |
|                                                   | Puskás 1' Palotás 16' Lindh 36' (öngól) Kocsis 58' 63' Hidegkuti 59' | (3–0) Jegyzőkönyv |            | Stadion: Olimpiai stadion Nézőszám: 35 000 Játékvezető: William Ling (angol) |  |

| 1952. augusztus 2. 293. – 1952-es olimpia, döntő | Jugoszlávia | 0–2               | Magyarország          | Helsinki, Finnország                                                         |  |
|                                                  |             | (0–0) Jegyzőkönyv | Puskás 71' Czibor 88' | Stadion: Olimpiai stadion Nézőszám: 60 000 Játékvezető: Arthur Ellis (angol) |  |

| 1952. szeptember 20. 294. – 1948–1953-as Európa-kupa | Svájc                 | 2–4               | Magyarország                            | Bern                                                                         |  |
|                                                      | Hügi II 5' Fatton 11' | (2–2) Jegyzőkönyv | Puskás 36' 45' Kocsis 56' Hidegkuti 74' | Stadion: Wankdorf Stadion Nézőszám: 35 000 Játékvezető: Arthur Ellis (angol) |  |

| 1952. október 19. 295. – barátságos | Magyarország                               | 5–0               | Csehszlovákia | Budapest                                                                   |  |
|                                     | Hidegkuti 5' Egresi 14' Kocsis 27' 37' 78' | (4–0) Jegyzőkönyv |               | Stadion: Megyeri út Nézőszám: 48 000 Játékvezető: Józef Szlejfer (lengyel) |  |

1953
| 1953. április 26. 296. – barátságos | Magyarország | 1–1               | Ausztria     | Budapest                                                                |  |
|                                     | Czibor 45'   | (1–1) Jegyzőkönyv | Hinesser 16' | Stadion: Megyeri út Nézőszám: 44 000 Játékvezető: William Evans (angol) |  |

| 1953. május 17. 297. – 1948–1953-as Európa-kupa | Olaszország | 0–3               | Magyarország                 | Róma                                                                          |  |
|                                                 |             | (0–1) Jegyzőkönyv | Hidegkuti 40' Puskás 63' 70' | Stadion: Olimpiai Stadion Nézőszám: 80 000 Játékvezető: William Evans (angol) |  |

| 1953. július 5. 298. – barátságos | Svédország               | 2–4               | Magyarország                                     | Stockholm                                                                           |  |
|                                   | Sandberg 39' Sandell 71' | (1–1) Jegyzőkönyv | Puskás 19' Budai II 53' Kocsis 76' Hidegkuti 78' | Stadion: Råsunda Stadion Nézőszám: 40 000 Játékvezető: Karel van der Meer (holland) |  |

| 1953. október 4. 299. – barátságos | Csehszlovákia | 1–5               | Magyarország                                      | Prága                                                                                |  |
|                                    | Kacani 40'    | (1–4) Jegyzőkönyv | Csordás 18' 42' Hidegkuti 20' Tóth 24' Puskás 71' | Stadion: Hadsereg-stadion Nézőszám: 50 000 Játékvezető: Alois Reinhardt (keletnémet) |  |

| 1953. október 4. 300. – barátságos | Bulgária  | 1–1               | Magyarország | Szófia                                                                                 |  |
|                                    | Kolev 74' | (0–1) Jegyzőkönyv | Szilágyi 29' | Stadion: Levszki-stadion Nézőszám: 45 000 Játékvezető: Metoděj Charousek (csehszlovák) |  |

| 1953. október 11. 301. – barátságos | Ausztria              | 2–3               | Magyarország                  | Bécs                                                                           |  |
|                                     | Happel 55' Wagner 86' | (0–0) Jegyzőkönyv | Csordás 57' Hidegkuti 65' 74' | Stadion: Práter-stadion Nézőszám: 65 000 Játékvezető: René Baumberger (svájci) |  |

| 1953. november 15. 302. – barátságos | Magyarország           | 2–2               | Svédország              | Budapest                                                                  |  |
|                                      | Palotás 74' Czibor 78' | (0–0) Jegyzőkönyv | Källgren 60' Hamrin 87' | Stadion: Népstadion Nézőszám: 80 000 Játékvezető: Erich Steiner (osztrák) |  |

| 1953. november 25. 303. – barátságos | Anglia                                         | 3–6               | Magyarország                                   | London                                                                     |  |
|                                      | Sewell 14' Martensen 38' Ramsey 57' (11-esből) | (2–4) Jegyzőkönyv | Hidegkuti 1' 22' 53' Puskás 25' 29' Bozsik 50' | Stadion: Wembley Stadion Nézőszám: 105 000 Játékvezető: Leo Horn (holland) |  |

1954
| 1954. február 12. 304. – barátságos | Egyiptom | 0–3               | Magyarország                 | Kairó                                                                                  |  |
|                                     |          | (0–1) Jegyzőkönyv | Puskás 14' 59' Hidegkuti 62' | Stadion: National-pálya Nézőszám: 28 000 Játékvezető: Vaszílisz Diamandópulosz (görög) |  |

| 1954. április 11. 305. – barátságos | Ausztria | 0–1               | Magyarország       | Bécs                                                                           |  |
|                                     |          | (0–1) Jegyzőkönyv | Happel 43' (öngól) | Stadion: Práter-stadion Nézőszám: 65 000 Játékvezető: Giorgio Bernardi (olasz) |  |

| 1954. május 23. 306. – barátságos | Magyarország                                                      | 7–1               | Anglia      | Budapest                                                                   |  |
|                                   | Lantos 8' Puskás 21' 73' Kocsis 31' 56' Tóth II 60' Hidegkuti 62' | (3–0) Jegyzőkönyv | Broadis 68' | Stadion: Népstadion Nézőszám: 92 000 Játékvezető: Giorgio Bernardi (olasz) |  |

| 1954. június 17. 307. – 1954-es vb, 2. csoport | Magyarország                                                            | 9–0               | Dél-Korea | Zürich, Svájc                                                                        |  |
|                                                | Puskás 11' 89' Lantos 17' Kocsis 24' 35' 50' Czibor 58' Palotás 77' 84' | (4–0) Jegyzőkönyv |           | Stadion: Hardturn-stadion Nézőszám: 15 000 Játékvezető: Raymond Vincentini (francia) |  |

| 1954. június 20. 308. – 1954-es vb, 2. csoport | Magyarország                                                   | 8–3               | NSZK                            | Bázel, Svájc                                                                  |  |
|                                                | Kocsis 2' 21' 68' 77' Puskás 17' Hidegkuti 51' 55' Tóth II 75' | (3–1) Jegyzőkönyv | Pfaff 26' Rahn 76' Herrmann 83' | Stadion: St. Jakob stadion Nézőszám: 53 000 Játékvezető: William Ling (angol) |  |

| 1954. június 27. 309. – 1954-es vb, negyeddöntő | Magyarország                                            | 4–2               | Brazília                             | Bern, Svájc                                                                  |  |
|                                                 | Hidegkuti 4' Kocsis 9' 88' Lantos 61' (11-esből) Bozsik | (2–1) Jegyzőkönyv | D. Santos 18' (11-esből) Julinho 67' | Stadion: Wankdorf Stadion Nézőszám: 60 000 Játékvezető: Arthur Ellis (angol) |  |

| 1954. június 30. 310. – 1954-es vb, elődöntő | Magyarország                              | 4–2                         | Uruguay         | Lausanne, Svájc                                                                  |  |
|                                              | Czibor 13' Hidegkuti 47' Kocsis 110' 117' | (1–0, 2–2, 2–2) Jegyzőkönyv | Hohberg 76' 86' | Stadion: Stade Olympique Nézőszám: 50 000 Játékvezető: Mervyn Griffiths (walesi) |  |

| 1954. július 4. 311. – 1954-es vb, döntő | NSZK                     | 3–2               | Magyarország        | Bern, Svájc                                                                  |  |
|                                          | Morlock 11' Rahn 19' 84' | (2–2) Jegyzőkönyv | Puskás 7' Czibor 9' | Stadion: Wankdorf Stadion Nézőszám: 65 000 Játékvezető: William Ling (angol) |  |

| 1954. szeptember 19. 312. – barátságos | Magyarország                                  | 5–1               | Románia  | Budapest                                                                          |  |
|                                        | Kocsis 20' 35' Hidegkuti 44' 53' Budai II 68' | (3–1) Jegyzőkönyv | Ozon 24' | Stadion: Népstadion Nézőszám: 93 000 Játékvezető: Metoděj Charousek (csehszlovák) |  |

| 1954. szeptember 26. 313. – barátságos | Szovjetunió    | 1–1               | Magyarország | Moszkva                                                                    |  |
|                                        | Szalnyikov 20' | (1–0) Jegyzőkönyv | Kocsis 59'   | Stadion: Dinamo Stadion Nézőszám: 85 000 Játékvezető: Arthur Ellis (angol) |  |

| 1954. október 10. 314. – barátságos | Magyarország              | 3–0               | Svájc | Budapest                                                             |  |
|                                     | Kocsis 19' 32' Bozsik 83' | (2–0) Jegyzőkönyv |       | Stadion: Népstadion Nézőszám: 94 000 Játékvezető: Leo Horn (holland) |  |

| 1954. október 24. 315. – barátságos | Magyarország                  | 4–1               | Csehszlovákia | Budapest                                                                            |  |
|                                     | Kocsis 11' 60' 74' Sándor 53' | (1–0) Jegyzőkönyv | Pazdera 87'   | Stadion: Népstadion Nézőszám: 93 000 Játékvezető: Grzegorz Aleksandrowicz (lengyel) |  |

| 1954. november 14. 316. – barátságos | Magyarország                                | 4–1               | Ausztria       | Budapest                                                                     |  |
|                                      | Czibor 9' Palotás 55' Kocsis 66' Sándor 81' | (1–1) Jegyzőkönyv | Gollnhuber 25' | Stadion: Népstadion Nézőszám: 94 000 Játékvezető: Vincenzo Orlandini (olasz) |  |

| 1954. december 8. 317. – barátságos | Skócia                 | 2–4               | Magyarország                                   | Glasgow                                                                 |  |
|                                     | Ring 41' Johnstone 46' | (1–3) Jegyzőkönyv | Bozsik 20' Hidegkuti 26' Sándor 43' Kocsis 90' | Stadion: Hampden Park Nézőszám: 134 000 Játékvezető: Leo Horn (holland) |  |

1955
| 1955. április 24. 318. – 1955–1960-as Európa-kupa | Ausztria       | 2–2               | Magyarország              | Bécs                                                                                   |  |
|                                                   | Probst 12' 30' | (2–2) Jegyzőkönyv | Fenyvesi 5' Hidegkuti 29' | Stadion: Práter-stadion Nézőszám: 65 000 Játékvezető: Vaszílisz Diamandópulosz (görög) |  |

| 1955. május 8. 319. – barátságos | Norvégia | 0–5               | Magyarország                                   | Oslo                                                                    |  |
|                                  |          | (0–2) Jegyzőkönyv | Kocsis 6' Palotás 33' 55' Puskás 49' Tichy 74' | Stadion: Ullevaal Stadion Nézőszám: 34 000 Játékvezető: Leo Helge (dán) |  |

| 1955. május 11. 320. – barátságos | Svédország                                          | 3–7               | Magyarország                                                          | Stockholm                                                                   |  |
|                                   | Löfgren 39' S.O. Svensson 45' (11-esből) Isgren 69' | (2–4) Jegyzőkönyv | Kocsis 16' 29' 81' Puskás 20' (11-esből) 77' Szojka 25' Hidegkuti 47' | Stadion: Råsunda Stadion Nézőszám: 40 000 Játékvezető: Aksel Asmussen (dán) |  |

| 1955. május 15. 321. – barátságos | Dánia | 0–6               | Magyarország                                  | Koppenhága                                                                |  |
|                                   |       | (0–3) Jegyzőkönyv | Kocsis 21' 52' Palotás 24' Sándor 31' 69' 87' | Stadion: Boldklub-pálya Nézőszám: 41 000 Játékvezető: Arthur Luty (angol) |  |

| 1955. május 19. 322. – barátságos | Finnország   | 1–9               | Magyarország                                                             | Helsinki                                                                           |  |
|                                   | Hiltunen 60' | (0–4) Jegyzőkönyv | Palotás 7' 12' 43' Puskás 39' Tóth II. 49' Csordás 51' 86' Tichy 64' 67' | Stadion: Olimpiai stadion Nézőszám: 30 000 Játékvezető: John Erik Andersson (svéd) |  |

| 1955. május 29. 323. – barátságos | Magyarország                          | 3–1               | Skócia       | Budapest                                                                       |  |
|                                   | Hidegkuti 51' Kocsis 58' Fenyvesi 69' | (0–1) Jegyzőkönyv | G. Smith 43' | Stadion: Népstadion Nézőszám: 100 000 Játékvezető: Friedrich Seipelt (osztrák) |  |

| 1955. szeptember 17. 324. – 1955–1960-as Európa-kupa | Svájc                                 | 4–5               | Magyarország                                        | Lausanne                                                                            |  |
|                                                      | Vonlanthen II 16' 43' Antenen 64' 73' | (2–3) Jegyzőkönyv | Machos 20' 22' Kocsis 26' Puskás 57' 85' (11-esből) | Stadion: Olimpiai stadion Nézőszám: 45 000 Játékvezető: Jacques Devillers (francia) |  |

| 1955. szeptember 25. 325. – barátságos | Magyarország          | 1–1               | Szovjetunió       | Budapest                                                                |  |
|                                        | Puskás 87' (11-esből) | (0–0) Jegyzőkönyv | Ju. Kuznyecov 50' | Stadion: Népstadion Nézőszám: 103 000 Játékvezető: Arthur Ellis (angol) |  |

| 1955. október 2. 326. – 1955–1960-as Európa-kupa | Csehszlovákia | 1–3               | Magyarország                   | Prága                                                                          |  |
|                                                  | Práda 74'     | (1–0) Jegyzőkönyv | Kocsis 6' Czibor 69' Tichy 84' | Stadion: Strahov-stadion Nézőszám: 50 000 Játékvezető: Laurent Franken (belga) |  |

| 1955. október 16. 327. – 1955–1960-as Európa-kupa | Magyarország                                               | 6–1               | Ausztria  | Budapest                                                                        |  |
|                                                   | Tichy 5' Kocsis 61' Czibor 65' 82' Tóth II. 67' Puskás 84' | (1–0) Jegyzőkönyv | Grohs 53' | Stadion: Népstadion Nézőszám: 104 000 Játékvezető: Karel van der Meer (holland) |  |

| 1955. november 13. 328. – barátságos | Magyarország                        | 4–2               | Svédország                               | Budapest                                                                     |  |
|                                      | Tichy 13' Czibor 14' 60' Puskás 50' | (2–1) Jegyzőkönyv | S.O. Svensson 38' (11-esből) Löfgren 66' | Stadion: Népstadion Nézőszám: 90 000 Játékvezető: Martin Macko (csehszlovák) |  |

| 1955. november 27. 329. – 1955–1960-as Európa-kupa | Magyarország            | 2–0               | Olaszország | Budapest                                                                      |  |
|                                                    | Puskás 81' Tóth II. 84' | (0–0) Jegyzőkönyv |             | Stadion: Népstadion Nézőszám: 103 000 Játékvezető: Nyikolaj Latisev (szovjet) |  |

1956
| 1956. február 19. 330. – barátságos | Törökország                        | 3–1               | Magyarország | Isztambul                                                 |  |
|                                     | Lefter 7' 41' (11-esből) Metin 46' | (2–0) Jegyzőkönyv | Puskás 81'   | Nézőszám: 33 000 Játékvezető: Vasa Stefanović (jugoszláv) |  |

| 1956. február 29. 331. – barátságos | Libanon    | 1–4               | Magyarország                        | Bejrút                                              |  |
|                                     | Monrad 61' | (0–2) Jegyzőkönyv | Machos 32' Puskás 42' Tichy 64' 84' | Nézőszám: 20 000 Játékvezető: Nalbandian (libanoni) |  |

| 1956. április 29 332. – 1955–1960-as Európa-kupa | Magyarország            | 2–2               | Jugoszlávia                | Budapest                                                                     |  |
|                                                  | Fenyvesi 42' Bozsik 55' | (1–1) Jegyzőkönyv | Vukas 6' Veszelinovics 75' | Stadion: Népstadion Nézőszám: 100 000 Játékvezető: Lucien van Nuffel (belga) |  |

| 1956. május 20. 333. – 1955–1960-as Európa-kupa | Magyarország                     | 2–4               | Csehszlovákia                            | Budapest                                                                  |  |
|                                                 | Machos 28' Bozsik 56' (11-esből) | (1–2) Jegyzőkönyv | Feureisl 8' Moravcik 27' 55' Pazdera 70' | Stadion: Népstadion Nézőszám: 90 000 Játékvezető: Leo Lemešić (jugoszláv) |  |

| 1956. június 3. 334. – barátságos | Belgium                                                             | 5–4               | Magyarország                           | Brüsszel                                                                 |  |
|                                   | Van Kerkhoven 11' (11-esből) Vandeweyer 59' Orlans 64' 83' Houf 76' | (1–3) Jegyzőkönyv | Puskás 13' Kocsis 28' 31' Budai II 88' | Stadion: Heysel Stadion Nézőszám: 70 000 Játékvezető: Leo Horn (holland) |  |

| 1956. június 9. 335. – barátságos | Portugália               | 2–2               | Magyarország          | Lisszabon                                                                     |  |
|                                   | Águas 45' M. Vasques 65' | (1–0) Jegyzőkönyv | Kocsis 51' Lantos 59' | Stadion: Luz Stadion Nézőszám: 70 000 Játékvezető: Vincenzo Orlandini (olasz) |  |

| 1956. július 15. 336. – barátságos | Magyarország                         | 4–1               | Lengyelország | Budapest                                                                   |  |
|                                    | Kocsis 40' 64' Szusza 79' Machos 87' | (1–1) Jegyzőkönyv | Kempny 10'    | Stadion: Népstadion Nézőszám: 48 000 Játékvezető: Ezio Damiani (jugoszláv) |  |

| 1956. szeptember 16. 337. – 1955–1960-as Európa-kupa | Jugoszlávia   | 1–3               | Magyarország                    | Belgrád                                                                        |  |
|                                                      | Petakovics 7' | (1–2) Jegyzőkönyv | Czibor 5' Kocsis 26' Puskás 66' | Stadion: JNA-stadion Nézőszám: 65 000 Játékvezető: Friedrich Seipelt (osztrák) |  |

| 1956. szeptember 23. 338. – barátságos | Szovjetunió | 0–1               | Magyarország | Moszkva                                                                           |  |
|                                        |             | (0–1) Jegyzőkönyv | Czibor 16'   | Stadion: Lenin-stadion Nézőszám: 105 000 Játékvezető: Jacques Devillers (francia) |  |

| 1956. október 7. 339. – barátságos | Franciaország | 1–2               | Magyarország          | Párizs                                                                       |  |
|                                    | Cisowski 52'  | (0–0) Jegyzőkönyv | Machos 49' Kocsis 86' | Stadion: Colombes Stadion Nézőszám: 60 000 Játékvezető: Cesare Jonni (olasz) |  |

| 1956. október 14. 340. – barátságos | Ausztria | 0–2               | Magyarország          | Bécs                                                                           |  |
|                                     |          | (0–1) Jegyzőkönyv | Puskás 27' Sándor 65' | Stadion: Práter-stadion Nézőszám: 65 000 Játékvezető: Raymon Wyssling (svájci) |  |

1957
| 1957. június 12. 341. – 1958-as vb-selejtező | Norvégia                      | 2–1               | Magyarország | Oslo                                                                   |  |
|                                              | Hennum 10' K. Kristiansen 78' | (1–1) Jegyzőkönyv | Tichy 44'    | Stadion: Uddavál-stadion Nézőszám: 36 000 Játékvezető: Leo Helge (dán) |  |

| 1957. június 16. 342. – barátságos | Svédország | 0–0         | Magyarország | Stockholm                                                                       |  |
|                                    |            | Jegyzőkönyv |              | Stadion: Råsunda Stadion Nézőszám: 35 000 Játékvezető: Klaas Schipper (holland) |  |

| 1957. június 23 343. – 1958-as vb-selejtező | Magyarország                            | 4–1               | Bulgária        | Budapest                                                                   |  |
|                                             | Machos 6' 14' 30' Bozsik 52' (11-esből) | (3–0) Jegyzőkönyv | G. Dimitrov 71' | Stadion: Népstadion Nézőszám: 60 000 Játékvezető: Maurice Guigue (francia) |  |

| 1957. szeptember 15. 344. – 1958-as vb-selejtező | Bulgária | 1–2               | Magyarország     | Szófia                                                                                 |  |
|                                                  | Diev 42' | (1–2) Jegyzőkönyv | Hidegkuti 1' 33' | Stadion: Vaszil Levszki-stadion Nézőszám: 55 000 Játékvezető: Giorgio Bernardi (olasz) |  |

| 1957. szeptember 23. 345. – barátságos | Magyarország  | 1–2               | Szovjetunió              | Budapest                                                                    |  |
|                                        | Hidegkuti 26' | (1–1) Jegyzőkönyv | Tatusin 6' Sztrelcov 88' | Stadion: Népstadion Nézőszám: 91 000 Játékvezető: Marcel Lequesne (francia) |  |

| 1957. október 6. 346. – barátságos | Magyarország     | 2–0               | Franciaország | Budapest                                                             |  |
|                                    | Aspirány 45' 66' | (1–0) Jegyzőkönyv |               | Stadion: Népstadion Nézőszám: 94 000 Játékvezető: Leo Horn (holland) |  |

| 1957. november 10. 347. – 1958-as vb-selejtező | Magyarország                                            | 5–0               | Norvégia | Budapest                                                               |  |
|                                                | Sándor 12' Csordás 20' 71' Machos 69' Falch 76' (öngól) | (2–0) Jegyzőkönyv |          | Stadion: Népstadion Nézőszám: 90 000 Játékvezető: Albert Dusch (német) |  |

| 1957. december 22. 348. – barátságos | NSZK         | 1–0               | Magyarország | Hannover                                                                               |  |
|                                      | Kelbassa 20' | (1–0) Jegyzőkönyv |              | Stadion: Niedersachsenstadion Nézőszám: 85 000 Játékvezető: Johannes Martens (holland) |  |

1958
| 1958. április 20. 349. – barátságos | Magyarország         | 2–0               | Jugoszlávia | Budapest                                                                     |  |
|                                     | Sándor 15' Vasas 57' | (1–0) Jegyzőkönyv |             | Stadion: Népstadion Nézőszám: 100 000 Játékvezető: Lucien van Nuffel (belga) |  |

| 1958. május 7. 350. – barátságos | Skócia    | 1–1               | Magyarország | Glasgow                                                                 |  |
|                                  | Mudie 13' | (1–0) Jegyzőkönyv | Fenyvesi 54' | Stadion: Hampden Park Nézőszám: 55 000 Játékvezető: John Clough (angol) |  |

| 1958. június 8. 351. – 1958-as vb, 3. csoport | Magyarország | 1–1               | Wales          | Sandviken, Svédország                                       |  |
|                                               | Bozsik 5'    | (1–1) Jegyzőkönyv | J. Cherles 26' | Nézőszám: 20 000 Játékvezető: José María Codesal (uruguayi) |  |

| 1958. június 12. 352. – 1958-as vb, 3. csoport | Svédország     | 2–1               | Magyarország | Solna                                                                    |  |
|                                                | Hamrin 34' 54' | (1–0) Jegyzőkönyv | Tichy 76'    | Stadion: Råsunda Stadion Nézőszám: 40 000 Játékvezető: Jack Mowat (skót) |  |

| 1958. június 15. 353. – 1958-as vb, 3. csoport | Magyarország                          | 4–0               | Mexikó | Sandviken, Svédország                                                          |  |
|                                                | Tichy 20' 47' Sándor 55' Bencsics 70' | (1–0) Jegyzőkönyv |        | Stadion: Jernvallen-stadion Nézőszám: 13 500 Játékvezető: Arne Eriksson (finn) |  |

| 1958. június 17. 354. – 1958-as vb, 3. csoport | Wales                    | 2–1               | Magyarország | Solna, Svédország                                                                            |  |
|                                                | Allchurch 56' Medwin 77' | (0–1) Jegyzőkönyv | Tichy 33'    | Stadion: Råsunda Stadion Nézőszám: 4 000 Játékvezető: Nyikolaj Gavrilovics Latisev (szovjet) |  |

| 1958. szeptember 14. 355. – barátságos | Lengyelország       | 1–3               | Magyarország                       | Chorzów                                                                          |  |
|                                        | Kárpáti 84' (öngól) | (0–1) Jegyzőkönyv | Csordás 33' Tichy 60' Budai II 67' | Stadion: Slasky-stadion Nézőszám: 110 000 Játékvezető: Karol Galba (csehszlovák) |  |

| 1958. szeptember 28. 356. – 1960-as ENK, nyolcaddöntő | Szovjetunió                          | 3–1               | Magyarország | Moszkva                                                                      |  |
|                                                       | Iljin 4' Metreveli 20' V. Ivanov 32' | (3–0) Jegyzőkönyv | Göröcs 84'   | Stadion: Lenin-stadion Nézőszám: 120 000 Játékvezető: Alfred Grill (osztrák) |  |

| 1958. október 5. 357. – barátságos | Jugoszlávia                                    | 4–4               | Magyarország                 | Zágráb                                                                              |  |
|                                    | Zebec 11' 76' Petakovics 59' Veszelinovics 65' | (1–1) Jegyzőkönyv | Sándor 15' 71' 79' Tichy 77' | Stadion: Makszimir-stadion Nézőszám: 45 000 Játékvezető: Francesco Liverani (olasz) |  |

| 1958. október 26. 358. – barátságos | Románia       | 1–2               | Magyarország        | Bukarest                                                                           |  |
|                                     | Dinulescu 30' | (1–0) Jegyzőkönyv | Vasas 72' Tichy 78' | Stadion: Augusztus 23.-stadion Nézőszám: 100 000 Játékvezető: Elmar Saar (szovjet) |  |

| 1958. november 23. 359. – barátságos | Magyarország             | 3–1               | Belgium      | Budapest                                                                  |  |
|                                      | Göröcs 39' Tichy 63' 72' | (1–1) Jegyzőkönyv | Mallants 45' | Stadion: Népstadion Nézőszám: 60 000 Játékvezető: Leo Lemešić (jugoszláv) |  |

1959
| 1959. április 19. 360. – barátságos | Magyarország                         | 4–0               | Jugoszlávia | Budapest                                                                   |  |
|                                     | Sándor 37' Tichy 53' 68' Pál II. 87' | (1–0) Jegyzőkönyv |             | Stadion: Népstadion Nézőszám: 90 000 Játékvezető: Giulio Campanati (olasz) |  |

| 1959. május 1. 361. – barátságos | NDK | 0–1               | Magyarország | Drezda                                                                            |  |
|                                  |     | (0–0) Jegyzőkönyv | Göröcs 68'   | Stadion: Hans-Meyer-Stadion Nézőszám: 50 000 Játékvezető: Leif Gulliksen (norvég) |  |

| 1959. június 28. 362. – barátságos | Magyarország             | 3–2               | Svédország                  | Budapest                                                                                   |  |
|                                    | Sándor 3' Göröcs 21' 53' | (2–0) Jegyzőkönyv | T. Jonsson 62' Backmann 64' | Stadion: Népstadion Nézőszám: 72 000 Játékvezető: Nyikolaj Mihajlovics Hlopotyin (szovjet) |  |

| 1959. szeptember 27. 363. – 1960-as ENK, nyolcaddöntő | Magyarország | 0–1               | Szovjetunió | Budapest                                                                |  |
|                                                       |              | (0–0) Jegyzőkönyv | Vojnov 59'  | Stadion: Népstadion Nézőszám: 90 000 Játékvezető: Jozef Kowal (lengyel) |  |

| 1959. október 11. 364. – barátságos | Jugoszlávia                | 2–4               | Magyarország                   | Belgrád                                                                 |  |
|                                     | M. Mujics 12' Kosztics 15' | (2–2) Jegyzőkönyv | Albert 4' 33' 69' Bundzsák 82' | Stadion: JNA-stadion Nézőszám: 55 000 Játékvezető: Cesare Jonni (olasz) |  |

| 1959. október 25. 365. – 1955–1960-as Európa-kupa | Magyarország                                              | 8–0               | Svájc | Budapest                                                                            |  |
|                                                   | Göröcs 1' 79' Tichy 19' 28' 35' 66' Sándor 22' Albert 27' | (6–0) Jegyzőkönyv |       | Stadion: Népstadion Nézőszám: 70 000 Játékvezető: Ivan Ivanovics Lukjanov (szovjet) |  |

| 1959. november 8. 366. – barátságos | Magyarország                                   | 4–3               | NSZK                     | Budapest                                                               |  |
|                                     | Tichy 15' 80' (11-esből) Albert 47' Sándor 48' | (1–0) Jegyzőkönyv | Seeler 72' 81' Brüls 89' | Stadion: Népstadion Nézőszám: 90 000 Játékvezető: Elmar Saar (szovjet) |  |

| 1959. november 29. 367. – 1955–1960-as Európa-kupa | Olaszország            | 1–1               | Magyarország | Firenze                                                                               |  |
|                                                    | Cervato 56' (11-esből) | (0–0) Jegyzőkönyv | Tichy 50'    | Stadion: Stadio Comunale Nézőszám: 61 000 Játékvezető: Pieter Paulus Roomer (holland) |  |

### 1960–1969
1960
| 1960. május 22. 368. – barátságos | Magyarország   | 2–0               | Anglia | Budapest                                                                    |  |
|                                   | Albert 51' 76' | (0–0) Jegyzőkönyv |        | Stadion: Népstadion Nézőszám: 90 000 Játékvezető: Concetto Lo Bello (olasz) |  |

| 1960. június 5. 369. – barátságos | Magyarország                    | 3–3               | Skócia                                   | Budapest                                                               |  |
|                                   | Sándor 20' Göröcs 72' Tichy 91' | (1–1) Jegyzőkönyv | Hunter 35' Dalnoki 64' (öngól) Young 69' | Stadion: Népstadion Nézőszám: 85 000 Játékvezető: Arthur Ellis (angol) |  |

| 1960. október 9. 370. – barátságos | Magyarország | 1–1               | Jugoszlávia  | Budapest                                                                      |  |
|                                    | Göröcs 10'   | (1–0) Jegyzőkönyv | Kosztics 70' | Stadion: Népstadion Nézőszám: 70 000 Játékvezető: Friedrich Seipelt (osztrák) |  |

| 1960. október 30. 371. – barátságos | Belgium                 | 2–1               | Magyarország | Brüsszel                                                                             |  |
|                                     | Van Himst 12' Hanon 20' | (2–1) Jegyzőkönyv | Tichy 30'    | Stadion: Heysel-stadion Nézőszám: 45 000 Játékvezető: Kurt Tschenscher (nyugatnémet) |  |

| 1960. november 13. 372. – barátságos | Magyarország                            | 4–1               | Lengyelország | Budapest                                                                        |  |
|                                      | Monostori 20' 40' Göröcs 56' Sándor 65' | (2–0) Jegyzőkönyv | Pol 49'       | Stadion: Népstadion Nézőszám: 35 000 Játékvezető: Werner Bergmann (nyugatnémet) |  |

| 1960. november 20. 373. – barátságos | Magyarország          | 2–0               | Ausztria | Budapest                                                                     |  |
|                                      | Göröcs 75' Machos 90' | (0–0) Jegyzőkönyv |          | Stadion: Népstadion Nézőszám: 70 000 Játékvezető: Johannes Martens (holland) |  |

1961
| 1961. február 17. 374. – barátságos | Egyesült Arab Köztársaság | 0–2               | Magyarország   | Kairó                                                                        |  |
|                                     |                           | (0–0) Jegyzőkönyv | Albert 70' 72' | Stadion: Olimpiai stadion Nézőszám: 50 000 Játékvezető: Cesare Jonni (olasz) |  |

| 1961. április 16. 375. – 1962-es vb-selejtező | Magyarország          | 2–0               | NDK | Budapest                                                                |  |
|                                               | Albert 13' Göröcs 53' | (1–0) Jegyzőkönyv |     | Stadion: Megyeri út Nézőszám: 32 000 Játékvezető: Jordan Takov (bolgár) |  |

| 1961. április 30. 376. – 1962-es vb-selejtező | Hollandia | 0–3               | Magyarország                      | Rotterdam                                                                         |  |
|                                               |           | (0–3) Jegyzőkönyv | Sándor 23' Fenyvesi 24' Tichy 37' | Stadion: Feijenoord Stadion Nézőszám: 65 000 Játékvezető: Clive Kingston (walesi) |  |

| 1961. május 7. 377. – barátságos | Jugoszlávia            | 2–4               | Magyarország                              | Belgrád                                                                |  |
|                                  | Kosztics 16' Matus 79' | (1–2) Jegyzőkönyv | Albert 5' Zebec 13' (öngól) Tichy 55' 81' | Stadion: JNA-stadion Nézőszám: 60 000 Játékvezető: Gino Rigato (olasz) |  |

| 1961. május 28. 378. – barátságos | Magyarország                        | 3–2               | Wales                      | Budapest                                                               |  |
|                                   | Solymosi 1' Tichy 7' 88' (11-esből) | (2–1) Jegyzőkönyv | C. Jones 18' Allchurch 60' | Stadion: Népstadion Nézőszám: 40 000 Játékvezető: Cesare Jonni (olasz) |  |

| 1961. június 11. 379. – barátságos | Magyarország | 1–2               | Ausztria                | Budapest                                                                    |  |
|                                    | Göröcs 44'   | (1–1) Jegyzőkönyv | Rafreider 15' Nemec 53' | Stadion: Népstadion Nézőszám: 80 000 Játékvezető: Gottfried Dienst (svájci) |  |

| 1961. szeptember 10. 380. – 1962-es vb-selejtező | NDK                    | 2–3               | Magyarország                      | Berlin                                                                                           |  |
|                                                  | Erler 53' P. Ducke 87' | (0–1) Jegyzőkönyv | Solymosi 43' Sándor 75' Tichy 78' | Stadion: Walter Ulbricht Stadion Nézőszám: 30 000 Játékvezető: Ivan Ivanovics Lukjanov (szovjet) |  |

| 1961. október 8. 381. – barátságos | Ausztria                              | 2–1               | Magyarország | Bécs                                                                               |  |
|                                    | Rafreider 14' (11-esből) Oslansky 81' | (1–1) Jegyzőkönyv | Tichy 9'     | Stadion: Práter-stadion Nézőszám: 92 000 Játékvezető: Václav Korelus (csehszlovák) |  |

| 1961. október 22. 382. – 1962-es vb-selejtező | Magyarország                       | 3–3               | Hollandia                       | Budapest                                                               |  |
|                                               | Monostori 19' Göröcs 21' Tichy 80' | (2–2) Jegyzőkönyv | Van den Linden 8' 14' Groot 56' | Stadion: Népstadion Nézőszám: 30 000 Játékvezető: Hugh Phillips (skót) |  |

| 1961. december 9. 383. – barátságos | Chile                                                    | 5–1               | Magyarország         | Santiago                                                                                |  |
|                                     | Landa 24' 34' L. Sánchez 46' 58' Sepuvada 70' (11-esből) | (2–0) Jegyzőkönyv | Tichy 85' (11-esből) | Stadion: Estadio Nacional Nézőszám: 55 000 Játékvezető: Juan Carlos Armental (uruguayi) |  |

| 1961. december 13. 384. – barátságos | Chile | 0–0         | Magyarország | Santiago                                                                          |  |
|                                      |       | Jegyzőkönyv |              | Stadion: Estadio Nacional Nézőszám: 42 000 Játékvezető: Esteban Marino (uruguayi) |  |

| 1961. december 23. 385. – barátságos | Uruguay      | 1–1               | Magyarország | Montevideo                                                                               |  |
|                                      | Escalada 25' | (1–0) Jegyzőkönyv | Solymosi 56' | Stadion: Estadio Centenario Nézőszám: 22 000 Játékvezető: Luis Antonio Ventre (argentin) |  |

1962
| 1962. április 18. 386. – barátságos | Magyarország | 1–1               | Uruguay      | Budapest                                                                        |  |
|                                     | Bozsik 65'   | (0–0) Jegyzőkönyv | H. Silva 58' | Stadion: Népstadion Nézőszám: 80 000 Játékvezető: Branislav Tešanić (jugoszláv) |  |

| 1962. április 29. 387. – barátságos | Magyarország            | 2–1               | Törökország | Budapest                                                                  |  |
|                                     | Solymosi 31' Göröcs 66' | (1–1) Jegyzőkönyv | Talat 28'   | Stadion: Népstadion Nézőszám: 40 000 Játékvezető: Živko Bajić (jugoszláv) |  |

| 1962. május 31. 388. – 1962-es világbajnokság, 4. csoport | Magyarország         | 2–1               | Anglia                 | Rancagua, Chile                                |  |
|                                                           | Tichy 17' Albert 73' | (1–0) Jegyzőkönyv | Flowers 57' (11-esből) | Nézőszám: 9000 Játékvezető: Leo Horn (holland) |  |

| 1962. június 3. 389. – 1962-es világbajnokság, 4. csoport | Magyarország                               | 6–1               | Bulgária       | Rancagua, Chile                                         |  |
|                                                           | Albert 1' 6' 53' Tichy 8' 70' Solymosi 12' | (4–0) Jegyzőkönyv | Aszparuhov 64' | Nézőszám: 9 000 Játékvezető: Juan Gardeazabal (spanyol) |  |

| 1962. június 6. 390. – 1962-es világbajnokság, 4. csoport | Magyarország | 0–0         | Argentína | Rancagua, Chile                                      |  |
|                                                           |              | Jegyzőkönyv |           | Nézőszám: 5 000 Játékvezető: Arturo Yamasaki (perui) |  |

| 1962. június 10. 391. – 1962-es világbajnokság, negyeddöntő | Csehszlovákia     | 1–0               | Magyarország | Rancagua, Chile                                                      |  |
|                                                             | Adolf Scherer 13' | (1-0) Jegyzőkönyv |              | Nézőszám: 14 000 Játékvezető: Nyikolaj Gavrilovics Latisev (szovjet) |  |

| 1962. június 24. 392. – barátságos | Ausztria  | 1–2               | Magyarország  | Bécs                                                                       |  |
|                                    | Nemec 61' | (0–1) Jegyzőkönyv | Tichy 42' 63' | Stadion: Práter-stadion Nézőszám: 75 000 Játékvezető: Albert Dusch (német) |  |

| 1962. szeptember 2. 393. – barátságos | Lengyelország | 0–2               | Magyarország                    | Poznań                                                                                 |  |
|                                       |               | (0–2) Jegyzőkönyv | Tichy 11' (11-esből) Göröcs 36' | Stadion: Warta-stadion Nézőszám: 40 000 Játékvezető: Ivan Ivanovics Lukjanov (szovjet) |  |

| 1962. október 14. 394. – barátságos | Magyarország | 0–1               | Jugoszlávia | Budapest                                                                      |  |
|                                     |              | (0–0) Jegyzőkönyv | Galics 70'  | Stadion: Népstadion Nézőszám: 40 000 Játékvezető: Friedrich Seipelt (osztrák) |  |

| 1962. október 28. 395. – barátságos | Magyarország          | 2–0               | Ausztria | Budapest                                                                    |  |
|                                     | Göröcs 23' Sándor 90' | (1–0) Jegyzőkönyv |          | Stadion: Népstadion Nézőszám: 65 000 Játékvezető: Josef Kandlbinder (német) |  |

| 1962. november 7. 396. – 1964-es ENK-selejtező, 1. forduló | Magyarország                   | 3–1               | Wales      | Budapest                                                                |  |
|                                                            | Albert 6' Tichy 35' Sándor 48' | (2–1) Jegyzőkönyv | Medwin 18' | Stadion: Népstadion Nézőszám: 40 000 Játékvezető: Jozef Kowal (lengyel) |  |

| 1962. november 11. 397. – barátságos | Franciaország    | 2–3               | Magyarország             | Párizs                                                                             |  |
|                                      | Di Nallo 18' 65' | (1–2) Jegyzőkönyv | Tichy 11' 80' Rákosi 35' | Stadion: Colombes Stadion Nézőszám: 60 000 Játékvezető: Juan Gardeazabal (spanyol) |  |

1963
| 1963. március 20. 398. – 1964-es ENK-selejtező, 1. forduló | Wales                   | 1–1               | Magyarország         | Cardiff                                                                |  |
|                                                            | C. Jonas 25' (11-esből) | (1–0) Jegyzőkönyv | Tichy 73' (11-esből) | Stadion: Ninian Park Nézőszám: 40 000 Játékvezető: Sammy Spillane (ír) |  |

| 1963. május 5. 399. – barátságos | Svédország         | 2–1               | Magyarország | Stockholm                                                                     |  |
|                                  | Mild 10' Brodd 76' | (1–0) Jegyzőkönyv | Albert 71'   | Stadion: Råsunda Stadion Nézőszám: 20 000 Játékvezető: Johannes Malka (német) |  |

| 1963. május 19. 400. – barátságos | Magyarország                                                            | 6–0               | Dánia | Budapest                                                                  |  |
|                                   | Göröcs 4' Fenyvesi 17' Monostori 53' Albert 75' Rákosi 79' Solymosi 83' | (2–0) Jegyzőkönyv |       | Stadion: Népstadion Nézőszám: 45 000 Játékvezető: Werner Treichel (német) |  |

| 1963. június 2. 401. – barátságos | Csehszlovákia           | 2–2               | Magyarország         | Prága                                                                                 |  |
|                                   | Scherer 22' Kvasnák 80' | (1–0) Jegyzőkönyv | Tichy 64' Machos 66' | Stadion: Strahov Stadion Nézőszám: 32 000 Játékvezető: Pieter Paulus Roomer (holland) |  |

| 1963. szeptember 21. 402. – barátságos | Szovjetunió   | 1–1               | Magyarország | Moszkva                                                                    |  |
|                                        | V. Ivanov 69' | (0–0) Jegyzőkönyv | Machos 76'   | Stadion: Lenin-stadion Nézőszám: 85 000 Játékvezető: Antero Lartola (finn) |  |

| 1963. október 6. 403. – barátságos | Jugoszlávia                 | 2–0               | Magyarország | Belgrád                                                                          |  |
|                                    | Skoblar 12' Szamadzsics 27' | (2–0) Jegyzőkönyv |              | Stadion: JNA-stadion Nézőszám: 65 000 Játékvezető: Alfred Haberfellner (osztrák) |  |

| 1963. október 19. 404. – 1964-es ENK-selejtező, nyolcaddöntő | NDK         | 1–2               | Magyarország        | Berlin                                                                                           |  |
|                                                              | Nöldner 50' | (0–1) Jegyzőkönyv | Bene 17' Rákosi 90' | Stadion: Walter-Ulbricht-Stadion Nézőszám: 60 000 Játékvezető: Pjotr Andrejevics Belov (szovjet) |  |

| 1963. október 27. 405. – barátságos | Magyarország          | 2–1               | Ausztria     | Budapest                                                                    |  |
|                                     | Albert 15' Sándor 29' | (2–0) Jegyzőkönyv | Viehböck 79' | Stadion: Népstadion Nézőszám: 70 000 Játékvezető: Pierre Schwinte (francia) |  |

| 1963. november 3. 406. – 1964-es ENK-selejtező, nyolcaddöntő | Magyarország                               | 3–3               | NDK                              | Budapest                                                                        |  |
|                                                              | Bene 8' Sándor 17' Solymosi 50' (11-esből) | (2–2) Jegyzőkönyv | Heine 14' R. Ducke 25' Erler 81' | Stadion: Népstadion Nézőszám: 40 000 Játékvezető: Borče Nedelkovski (jugoszláv) |  |

1964
| 1964. április 25. 407. – 1964-es ENK-selejtező, negyeddöntő | Franciaország | 1–3               | Magyarország             | Párizs                                                                       |  |
|                                                             | Cossou 73'    | (0–2) Jegyzőkönyv | Albert 15' Tichy 16' 69' | Stadion: Colombes Stadion Nézőszám: 40 000 Játékvezető: Cesare Jonni (olasz) |  |

| 1964. május 3. 408. – barátságos | Ausztria             | 1–0               | Magyarország | Bécs                                                                            |  |
|                                  | Nemec 51' (11-esből) | (0–0) Jegyzőkönyv |              | Stadion: Práter-stadion Nézőszám: 75 000 Játékvezető: Pierre Schwinte (francia) |  |

| 1964. május 23. 409. – 1964-es ENK-selejtező, negyeddöntő | Magyarország       | 2–1               | Franciaország | Budapest                                                                    |  |
|                                                           | Sipos 25' Bene 55' | (1–1) Jegyzőkönyv | Combin 2'     | Stadion: Népstadion Nézőszám: 80 000 Játékvezető: Concetto Lo Bello (olasz) |  |

| 1964. június 17. 410. – 1964-es ENK, elődöntő | Spanyolország           | 2–1                         | Magyarország | Madrid                                                                                   |  |
|                                               | Pereda 36' Amancio 113' | (1–0, 1–1, 1–1) Jegyzőkönyv | Bene 85'     | Stadion: Santiago Bernabéu stadion Nézőszám: 75 000 Játékvezető: Antoine Blavier (belga) |  |

| 1964. június 20. 411. – 1964-es ENK, bronzmérkőzés | Magyarország                        | 3–1                         | Dánia         | Barcelona, Spanyolország                                              |  |
|                                                    | Bene 12' Novák 107' (11-esből) 110' | (1–0, 1–1, 1–1) Jegyzőkönyv | Bertelsen 82' | Stadion: Camp Nou Nézőszám: 3 000 Játékvezető: Daniel Mellet (svájci) |  |

| 1964. október 4. 412. – barátságos | Svájc | 0–2               | Magyarország   | Bern                                                                             |  |
|                                    |       | (0–1) Jegyzőkönyv | Albert 39' 84' | Stadion: Wankdorf-stadion Nézőszám: 40 000 Játékvezető: Giulio Campanati (olasz) |  |

| 1964. október 11. 413. – barátságos | Magyarország   | 2–2               | Csehszlovákia        | Budapest                                                                         |  |
|                                     | Albert 17' 54' | (1–1) Jegyzőkönyv | T. Pospichal 24' 69' | Stadion: Népstadion Nézőszám: 65 000 Játékvezető: Konstantin Zečević (jugoszláv) |  |

| 1964. október 25. 414. – barátságos | Magyarország  | 2–1               | Jugoszlávia | Budapest                                                                |  |
|                                     | Albert 8' 36' | (2–0) Jegyzőkönyv | Skoblar 89' | Stadion: Népstadion Nézőszám: 30 000 Játékvezető: Josef Stoll (osztrák) |  |

1965
| 1965. május 5. 415. – barátságos | Anglia      | 1–0               | Magyarország | London                                                                           |  |
|                                  | Greaves 17' | (1–0) Jegyzőkönyv |              | Stadion: Wembley Stadion Nézőszám: 50 000 Játékvezető: Pierre Schwinte (francia) |  |

| 1965. május 23. 416. – 1966-os vb-selejtező | NDK       | 1–1               | Magyarország | Lipcse                                                                       |  |
|                                             | Vogel 17' | (1–1) Jegyzőkönyv | Bene 27'     | Stadion: Zentralstadion Nézőszám: 105 000 Játékvezető: Erik Johansson (svéd) |  |

| 1965. június 13. 417. – 1966-os vb-selejtező | Ausztria | 0–1               | Magyarország | Bécs                                                                            |  |
|                                              |          | (0–1) Jegyzőkönyv | Fenyvesi 44' | Stadion: Práter-stadion Nézőszám: 72 000 Játékvezető: Pierre Schwinte (francia) |  |

| 1965. június 27. 418. – barátságos | Magyarország        | 2–1               | Olaszország | Budapest                                                                    |  |
|                                    | Albert 37' Bene 81' | (1–0) Jegyzőkönyv | Mazzola 46' | Stadion: Népstadion Nézőszám: 25 000 Játékvezető: Friedrich Mayer (osztrák) |  |

| 1965. szeptember 5. 419. – 1966-os vb-selejtező | Magyarország                                  | 3–0               | Ausztria | Budapest                                                                         |  |
|                                                 | Farkas 4' Fenyvesi 36' Mészöly 70' (11-esből) | (2–0) Jegyzőkönyv |          | Stadion: Népstadion Nézőszám: 80 000 Játékvezető: Aleksandr Goraszniak (lengyel) |  |

| 1965. október 9. 420. – 1966-os vb-selejtező | Magyarország                    | 3–2               | NDK              | Budapest                                                                       |  |
|                                              | Rákosi 40' Novák 53' Farkas 80' | (1–1) Jegyzőkönyv | P. Ducke 30' 72' | Stadion: Népstadion Nézőszám: 80 000 Játékvezető: Kęstutis Andziulis (szovjet) |  |

1966
| 1966. május 3. 421. – barátságos | Lengyelország | 1–1               | Magyarország | Chorzów                                                                    |  |
|                                  | Lubański 55'  | (0–0) Jegyzőkönyv | Bene 5'      | Stadion: Slask-stadion Nézőszám: 100 000 Játékvezető: Bengt Lundell (svéd) |  |

| 1966. május 8. 422. – barátságos | Jugoszlávia             | 2–0               | Magyarország | Zágráb                                                                            |  |
|                                  | Gugleta 10' Skoblar 76' | (1–0) Jegyzőkönyv |              | Stadion: Maksimir Stadion Nézőszám: 25 000 Játékvezető: Atanasz Sztavrev (bolgár) |  |

| 1966. június 5. 423. – barátságos | Magyarország            | 3–1               | Svájc    | Budapest                                                                   |  |
|                                   | Farkas 44' Bene 45' 65' | (2–0) Jegyzőkönyv | Kuhn 67' | Stadion: Népstadion Nézőszám: 35 000 Játékvezető: Giulio Campanati (olasz) |  |

| 1966. július 13. 424. – 1966-os vb, 3. csoport | Portugália                | 3–1               | Magyarország | Manchester, Anglia                                                         |  |
|                                                | Augusto 3' 67' Torres 90' | (1–0) Jegyzőkönyv | Bene 60'     | Stadion: Old Trafford Nézőszám: 50 000 Játékvezető: Leo Callaghan (walesi) |  |

| 1966. július 15. 425. – 1966-os vb, 3. csoport | Magyarország                              | 3–1               | Brazília   | Liverpool, Anglia                                                            |  |
|                                                | Bene 3' Farkas 65' Mészöly 75' (11-esből) | (1–1) Jegyzőkönyv | Tostão 14' | Stadion: Goodison Park Nézőszám: 50 000 Játékvezető: Kenneth Dagnall (angol) |  |

| 1966. július 20. 426. – 1966-os vb, 3. csoport | Magyarország                     | 3–1               | Bulgária       | Manchester, Anglia                                                                |  |
|                                                | Davidov 42' Mészöly 44' Bene 55' | (2–1) Jegyzőkönyv | Aszparuhov 15' | Stadion: Old Trafford Nézőszám: 30 000 Játékvezető: Roberto Goicoechea (argentin) |  |

| 1966. július 23. 427. – 1966-os vb, negyeddöntő | Szovjetunió                | 2–1               | Magyarország | Sunderland, Anglia                                                           |  |
|                                                 | Csiszlenko 3' Porkujan 57' | (1–0) Jegyzőkönyv | Bene 47'     | Stadion: Roker Park Nézőszám: 25 000 Játékvezető: Juan Gardeazabal (spanyol) |  |

| 1966. szeptember 7. 428. – 1968-as Eb-selejtező | Hollandia            | 2–2               | Magyarország           | Rotterdam                                                                        |  |
|                                                 | Pijs 35' Cruijff 51' | (1–0) Jegyzőkönyv | Molnár 72' Mészöly 88' | Stadion: Feijenoord Stadion Nézőszám: 65 000 Játékvezető: Birger Nilsen (norvég) |  |

| 1966. szeptember 21. 429. – 1968-as Eb-selejtező | Magyarország                                                       | 6–0               | Dánia | Budapest                                                                    |  |
|                                                  | Albert 1' 32' Mészöly 10' (11-esből) Bene 14' Farkas 35' Varga 83' | (5–0) Jegyzőkönyv |       | Stadion: Népstadion Nézőszám: 30 000 Játékvezető: Dzuvárasz Pétrosz (görög) |  |

| 1966. szeptember 28. 430. – barátságos | Magyarország           | 4–2               | Franciaország          | Budapest                                                                         |  |
|                                        | Farkas 12' 56' 81' 87' | (1–1) Jegyzőkönyv | Gondet 25' Revelli 57' | Stadion: Népstadion Nézőszám: 25 000 Játékvezető: Dimitris Wlachojanis (osztrák) |  |

| 1966. október 30. 431. – barátságos | Magyarország      | 3–1               | Ausztria  | Budapest                                                                |  |
|                                     | Farkas 7' 74' 85' | (1–0) Jegyzőkönyv | Wolny 89' | Stadion: Népstadion Nézőszám: 25 000 Játékvezető: Othmar Huber (svájci) |  |

1967
| 1967. április 23. 432. – barátságos | Magyarország | 1–0               | Jugoszlávia | Budapest                                                                  |  |
|                                     | Bene 24'     | (1–0) Jegyzőkönyv |             | Stadion: Népstadion Nézőszám: 30 000 Játékvezető: Robert Héliès (francia) |  |

| 1967. május 10. 433. – 1968-as Eb-selejtező | Magyarország                     | 2–1               | Hollandia    | Budapest                                                                    |  |
|                                             | Mészöly 7' (11-esből) Farkas 38' | (2–0) Jegyzőkönyv | Suurbier 59' | Stadion: Népstadion Nézőszám: 30 000 Játékvezető: Friedrich Mayer (osztrák) |  |

| 1967. május 24. 434. – 1968-as Eb-selejtező | Dánia | 0–2               | Magyarország        | Koppenhága                                                            |  |
|                                             |       | (0–1) Jegyzőkönyv | Albert 32' Bene 71' | Stadion: Idraets Park Nézőszám: 35 000 Játékvezető: John Gow (walesi) |  |

| 1967. szeptember 6. 435. – barátságos | Ausztria | 1–3               | Magyarország                  | Bécs                                                                        |  |
|                                       | Hof 78'  | (0–1) Jegyzőkönyv | Bene 41' Farkas 48' Varga 68' | Stadion: Práter-stadion Nézőszám: 58 000 Játékvezető: Othmar Huber (svájci) |  |

| 1967. szeptember 27. 436. – 1968-as Eb-selejtező | Magyarország      | 3–1               | NDK         | Budapest                                                                   |  |
|                                                  | Farkas 9' 47' 48' | (1–0) Jegyzőkönyv | Frenzel 58' | Stadion: Népstadion Nézőszám: 72 000 Játékvezető: Tofik Bahramov (szovjet) |  |

| 1967. október 29. 437. – 1968-as Eb-selejtező | NDK         | 1–0               | Magyarország | Lipcse                                                                          |  |
|                                               | Frenzel 51' | (0–0) Jegyzőkönyv |              | Stadion: Központi Stadion Nézőszám: 55 000 Játékvezető: Robert Héliès (francia) |  |

1968
| 1968. május 4. 438. – 1968-as Eb-selejtező | Magyarország          | 2–0               | Szovjetunió | Budapest                                                                       |  |
|                                            | Farkas 23' Göröcs 84' | (1–0) Jegyzőkönyv |             | Stadion: Népstadion Nézőszám: 80 000 Játékvezető: Laurens van Ravens (holland) |  |

| 1968. május 11. 439. – 1968-as Eb-selejtező | Szovjetunió                                    | 3–0               | Magyarország | Moszkva                                                                        |  |
|                                             | Solymosi 20' (öngól) Hurcilava 58' Bisovec 70' | (1–0) Jegyzőkönyv |              | Stadion: Lenin-stadion Nézőszám: 100 000 Játékvezető: Kurt Tschenscher (német) |  |

1969
| 1969. május 25. 440. – 1970-es vb-selejtező | Magyarország             | 2–0               | Csehszlovákia | Budapest                                                              |  |
|                                             | Dunai II. 12' Albert 89' | (0–0) Jegyzőkönyv |               | Stadion: Népstadion Nézőszám: 80 000 Játékvezető: Aurel Bentu (román) |  |

| 1969. június 8. 441. – 1970-es vb-selejtező | Írország   | 1–2               | Magyarország           | Dublin                                                                     |  |
|                                             | Givens 60' | (0–1) Jegyzőkönyv | Dunai II. 24' Bene 80' | Stadion: Lansdowne Road Nézőszám: 30 000 Játékvezető: Vital Loraux (belga) |  |

| 1969. június 15. 442. – 1970-es vb-selejtező | Dánia                                     | 3–2               | Magyarország       | Koppenhága                                                                  |  |
|                                              | O. Sørensen 4' Le Fevre 36' O. Madsen 63' | (2–2) Jegyzőkönyv | Bene 6' Farkas 39' | Stadion: Indraets Park Nézőszám: 50 000 Játékvezető: Kåre Sirevaag (norvég) |  |

| 1969. szeptember 14. 443. – 1970-es vb-selejtező | Csehszlovákia                   | 3–3               | Magyarország                      | Prága                                                                         |  |
|                                                  | Hagara 26' Kvašňák 51' Kuna 77' | (1–2) Jegyzőkönyv | Bene 9' Dunai II. 37' Fazekas 48' | Stadion: Letná Stadion Nézőszám: 40 000 Játékvezető: Kurt Tschenscher (német) |  |

| 1969. szeptember 24. 444. – barátságos | Svédország               | 2–0               | Magyarország | Stockholm                                                                   |  |
|                                        | Nicklasson 47' Ghran 62' | (0–0) Jegyzőkönyv |              | Stadion: Råsunda Stadion Nézőszám: 18 000 Játékvezető: Ejner Espersen (dán) |  |

| 1969. október 22. 445. – 1970-es vb-selejtező | Magyarország           | 3–0               | Dánia | Budapest                                                             |  |
|                                               | Bene 14' 87' Szűcs 29' | (2–0) Jegyzőkönyv |       | Stadion: Népstadion Nézőszám: 45 000 Játékvezető: Alfred Ott (német) |  |

| 1969. november 5. 446. – 1970-es vb-selejtező | Magyarország                               | 4–0               | Írország | Budapest                                                                     |  |
|                                               | Halmosi 30' Bene 50' Puskás 68' Kocsis 84' | (1–0) Jegyzőkönyv |          | Stadion: Népstadion Nézőszám: 25 000 Játékvezető: Ladislav Jakše (jugoszláv) |  |

| 1969. december 3. 447. – 1970-es vb-selejtező | Csehszlovákia                                             | 4–1               | Magyarország          | Marseille, Franciaország                                                      |  |
|                                               | Kvašňák 43' (11-esből) Fr. Veselý 59' Adamec 65' Jokl 81' | (1–0) Jegyzőkönyv | Kocsis 91' (11-esből) | Stadion: Stade Vêlodrome Nézőszám: 12 000 Játékvezető: Roger Machin (francia) |  |

## Statisztika
Alább megtalálható az 1950 és 1969 között lejátszott összes mérkőzés statisztikája 10 évenkénti bontásban.
- A teljesítmény számítása kétpontos rendszer alapján történt (győzelem 2 pont, döntetlen 1 pont, vereség 0 pont).
- Semleges helyszínnek minősülnek azok, amelyeket nem a két résztvevő ország egyikének területén játszották.
- A barátságos mérkőzésektől eltérő minden mérkőzés tétmérkőzésnek tekintendő.

1950–1959
|                  | M  | Gy | D  | V  | G+  | G–  | Gk   | T (%)  |
| ---------------- | -- | -- | -- | -- | --- | --- | ---- | ------ |
| Összes mérkőzés  | 93 | 65 | 15 | 13 | 320 | 118 | +202 | 77,96  |
| Helyszín szerint |    |    |    |    |     |     |      |        |
| Otthon           | 33 | 26 | 4  | 3  | 131 | 32  | +99  | 84,85  |
| Idegenben        | 47 | 29 | 10 | 8  | 136 | 71  | +65  | 72,34  |
| Semleges         | 13 | 10 | 1  | 2  | 53  | 15  | +38  | 80,77  |
| Típus szerint    |    |    |    |    |     |     |      |        |
| Barátságos       | 61 | 44 | 11 | 6  | 212 | 75  | +137 | 81,15  |
| Tétmérkőzés      | 32 | 21 | 4  | 7  | 108 | 43  | +65  | 71,88  |
| Ellenfél szerint |    |    |    |    |     |     |      |        |
| Albánia          | 1  | 1  | 0  | 0  | 12  | 0   | +12  | 100,00 |
| Anglia           | 2  | 2  | 0  | 0  | 13  | 4   | +9   | 100,00 |
| Ausztria         | 9  | 6  | 2  | 1  | 26  | 15  | +11  | 77,78  |
| Belgium          | 2  | 1  | 0  | 1  | 7   | 6   | +1   | 50,00  |
| Brazília         | 1  | 1  | 0  | 0  | 4   | 2   | +2   | 100,00 |
| Bulgária         | 4  | 2  | 2  | 0  | 8   | 4   | +4   | 75,00  |
| Csehszlovákia    | 7  | 6  | 0  | 1  | 26  | 8   | +18  | 85,71  |
| Dánia            | 1  | 1  | 0  | 0  | 6   | 0   | +6   | 100,00 |
| Dél-Korea        | 1  | 1  | 0  | 0  | 9   | 0   | +9   | 100,00 |
| Egyiptom         | 1  | 1  | 0  | 0  | 3   | 0   | +3   | 100,00 |
| Finnország       | 3  | 3  | 0  | 0  | 23  | 2   | +21  | 100,00 |
| Franciaország    | 2  | 2  | 0  | 0  | 4   | 1   | +3   | 100,00 |
| Jugoszlávia      | 7  | 5  | 2  | 0  | 21  | 9   | +12  | 85,71  |
| Lengyelország    | 5  | 5  | 0  | 0  | 23  | 5   | +18  | 100,00 |
| Libanon          | 1  | 1  | 0  | 0  | 4   | 1   | +3   | 100,00 |
| Mexikó           | 1  | 1  | 0  | 0  | 4   | 0   | +4   | 100,00 |
| NDK              | 2  | 2  | 0  | 0  | 6   | 0   | +6   | 100,00 |
| Norvégia         | 3  | 2  | 0  | 1  | 11  | 2   | +9   | 66,67  |
| NSZK             | 4  | 2  | 0  | 2  | 14  | 10  | +4   | 50,00  |
| Olaszország      | 4  | 3  | 1  | 0  | 9   | 1   | +8   | 87,50  |
| Portugália       | 1  | 0  | 1  | 0  | 2   | 2   | 0    | 50,00  |
| Románia          | 3  | 3  | 0  | 0  | 9   | 3   | +6   | 100,00 |
| Skócia           | 3  | 2  | 1  | 0  | 8   | 4   | +4   | 83,33  |
| Svájc            | 4  | 4  | 0  | 0  | 20  | 6   | +14  | 100,00 |
| Svédország       | 8  | 5  | 2  | 1  | 27  | 13  | +14  | 75,00  |
| Szovjetunió      | 8  | 1  | 3  | 4  | 7   | 11  | –4   | 31,25  |
| Törökország      | 2  | 1  | 0  | 1  | 8   | 4   | +4   | 50,00  |
| Uruguay          | 1  | 1  | 0  | 0  | 4   | 2   | +2   | 100,00 |
| Wales            | 2  | 0  | 1  | 1  | 2   | 3   | –1   | 25,00  |

1. ↑  A Moszkva válogatott eredményeivel együtt.

1960–1969
|                           | M  | Gy | D  | V  | G+  | G– | Gk  | T (%)  |
| ------------------------- | -- | -- | -- | -- | --- | -- | --- | ------ |
| Összes mérkőzés           | 80 | 45 | 16 | 19 | 160 | 99 | +61 | 66,25  |
| Helyszín szerint          |    |    |    |    |     |    |     |        |
| Otthon                    | 34 | 26 | 6  | 2  | 87  | 33 | +54 | 85,29  |
| Idegenben                 | 36 | 14 | 9  | 13 | 53  | 51 | +2  | 48,61  |
| Semleges                  | 10 | 5  | 1  | 4  | 20  | 15 | +5  | 55,00  |
| Típus szerint             |    |    |    |    |     |    |     |        |
| Barátságos                | 41 | 21 | 9  | 11 | 73  | 51 | +22 | 62,20  |
| Tétmérkőzés               | 39 | 24 | 7  | 8  | 87  | 48 | +39 | 70,52  |
| Ellenfél szerint          |    |    |    |    |     |    |     |        |
| Anglia                    | 3  | 2  | 0  | 1  | 4   | 2  | +2  | 66,67  |
| Argentína                 | 1  | 0  | 1  | 0  | 0   | 0  | 0   | 50,00  |
| Ausztria                  | 11 | 8  | 0  | 3  | 20  | 9  | +11 | 72,73  |
| Belgium                   | 1  | 0  | 0  | 1  | 1   | 2  | –1  | 0,00   |
| Brazília                  | 1  | 1  | 0  | 0  | 3   | 1  | +2  | 100,00 |
| Bulgária                  | 2  | 2  | 0  | 0  | 9   | 2  | +7  | 100,00 |
| Chile                     | 2  | 0  | 1  | 1  | 1   | 5  | –4  | 25,00  |
| Csehszlovákia             | 6  | 1  | 3  | 2  | 10  | 12 | –2  | 41,67  |
| Dánia                     | 6  | 5  | 0  | 1  | 22  | 4  | +18 | 83,33  |
| Egyesült Arab Köztársaság | 1  | 1  | 0  | 0  | 2   | 0  | +2  | 100,00 |
| Franciaország             | 4  | 4  | 0  | 0  | 12  | 6  | +6  | 100,00 |
| Hollandia                 | 4  | 2  | 2  | 0  | 10  | 6  | +4  | 75,00  |
| Írország                  | 2  | 2  | 0  | 0  | 6   | 1  | +5  | 100,00 |
| Jugoszlávia               | 7  | 3  | 1  | 3  | 8   | 9  | –1  | 50,00  |
| Lengyelország             | 3  | 2  | 1  | 0  | 7   | 2  | +5  | 83,33  |
| NDK                       | 8  | 5  | 2  | 1  | 17  | 11 | +6  | 75,00  |
| Olaszország               | 1  | 1  | 0  | 0  | 2   | 1  | +1  | 100,00 |
| Portugália                | 1  | 0  | 0  | 1  | 1   | 3  | –2  | 0,00   |
| Skócia                    | 1  | 0  | 1  | 0  | 3   | 3  | 0   | 50,00  |
| Spanyolország             | 1  | 0  | 0  | 1  | 1   | 2  | –1  | 0,00   |
| Svájc                     | 2  | 2  | 0  | 0  | 5   | 1  | +4  | 100,00 |
| Svédország                | 2  | 0  | 0  | 2  | 1   | 4  | –3  | 0,00   |
| Szovjetunió               | 4  | 1  | 1  | 2  | 4   | 6  | –2  | 37,50  |
| Törökország               | 1  | 1  | 0  | 0  | 2   | 1  | +1  | 100,00 |
| Uruguay                   | 2  | 0  | 2  | 0  | 2   | 2  | 0   | 50,00  |
| Wales                     | 3  | 2  | 1  | 0  | 7   | 4  | +3  | 83,33  |